# Lu Ji (schrijver)
Lu Ji (261–303), roepnaam Shiheng, was een schrijver en literatuurcriticus die leefde gedurende de Drie Koninkrijken periode en de Jin-dynastie van China. Hij was de vierde zoon van Lu Kang, een generaal van de Oostelijke Wu in de Drie Koninkrijkenperiode, en een kleinzoon van Lu Xun, een belangrijke generaal en staatsman die de derde Keizerlijke Kanselier van de Oostelijke Wu diende.

## Leven
Lu Ji was gerelateerd aan de keizerlijke familie van de staat Oostelijk Wu. Hij was de vierde zoon van generaal Lu Kang, die weer de kleinzoon was van Sun Ce, de oudste broer en voorloper van de Oostelijke Wu keizer Sun Quan. Zijn grootvader van vaders kant Lu Xun, was een belangrijke generaal en staatsman, die als derde keizerlijke kanselier diende. Nadat de Jindynastie de Oostelijke Wu veroverde in 280 vertrokken Lu Ji en zijn broer Lu Yun, naar de nieuwe Jin-hoofdstad Luoyang. Hij diende daar als schrijver van de Jinregering en werd benoemd tot president van de keizerlijke academie. Hij pronkte te veel met zijn intellectuele gaven zodat tijdgenoten jaloers werden. In 303 werden hij, twee broers en twee zonen vals beschuldigd van hoogverraad en omgebracht.

## Geschriften
Ji schreef veel lyriek, maar wordt herinnerd als schrijver van fu, een mix van proza en poëzie. Hij is het best bekend als schrijver van de Wen fu (文賦; Over Literatuur), een literaire kritiek die gaat over de beginselen van compositie. Accilles Fang schreef hierover:
De Wen fu wordt beschouwd als een van de meest uitgesproken verhandelingen over Chinese poëzie. De invloed ervan op de Chinese literaire ontwikkeling wordt alleen overtroffen door Het literaire brein en het uitsnijden van draken door Liu Xie. De oorspronkelijke Wen fu is in rijm, maar heeft geen gewone rijmpatronen; daarom wordt het wel ‘rijmproza’ genoemd.
De Wen fu is — behalve in het Chinees — ook in het Engels beschikbaar.
Lu Ji is ook de schrijver van het oudste nog bestaande werk van Chinese kalligrafie, een korte brief aan zijn vrienden die pingfutie (condoleance) wordt genoemd.